# Eric Schaefer

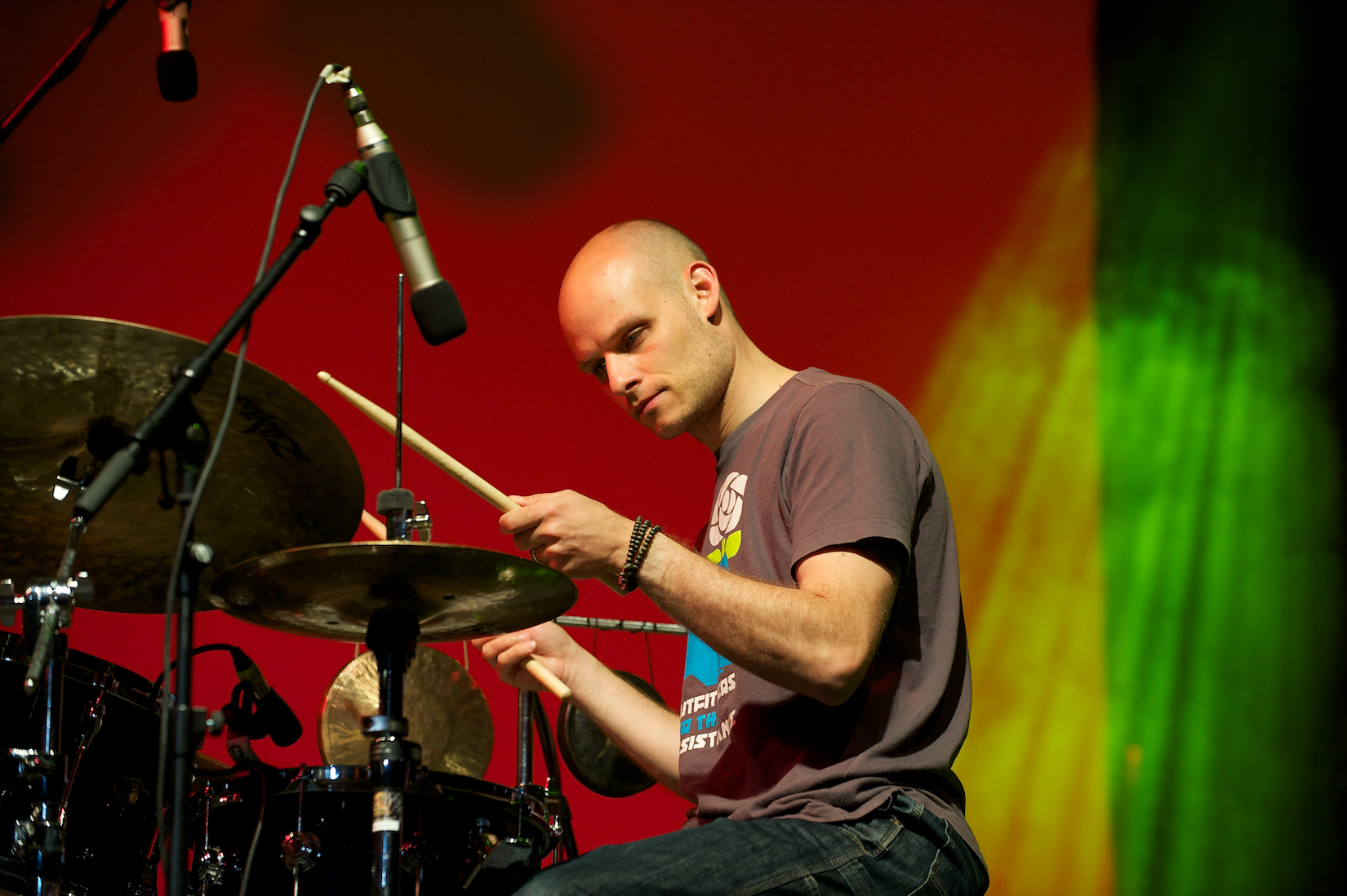
Eric Schaefer bei einem Konzert von [em] (Würzburger Hafensommer, 8. August 2010)

Eric Schaefer (* 14. August 1976 in Frankfurt am Main) ist ein deutscher Jazzschlagzeuger.

## Leben und Wirken
Schaefer spielt seit 1988 Schlagzeug. Die ersten Grundlagen lernte er an der Kreismusikschule Vechta bei Thomas Aldenhoff. Er war Mitglied des Bundesjugendorchesters, nahm an Tourneen durch Deutschland, Ungarn und Israel Teil und war Mitglied der Straight-Edge-Hardcore-Band Soulmate. Ab 1995 studierte er klassische Perkussion und Neue Musik bei Christoph Caskel in Köln. In Berlin studierte er ab 1997 Jazz bei Jerry Granelli und David Friedman und Komposition bei Maria Schneider und James Knapp.
Seit 1998 unternahm er Tourneen durch zahlreiche europäische Länder, Südafrika, Korea und die USA und nahm an Jazzfestivals u. a. in Montreal, Kopenhagen, Porto, Lausanne, Bergen, Frankfurt und Stuttgart teil. Er ist in mehreren Bands aktiv. Mit Daniel Erdmann, Michael Thieke, Michael Anderson und Johannes Fink bildete er die Gruppe Erik Schaefer + Demontage, für die er auch als Komponist aktiv ist. Eric Schaefer und Henosis bestand aus den Jazzmusikern Michael Thieke, Uwe Steinmetz, Carsten Daerr und Oliver Potratz und dem Athena Streichquartett (mit Saskia Viersen, Margherita Biederbick, Hannah Klein und Kathrin Bogensberger). Solistisch tritt Schaefer als Eric Schaefer a.k.a. the Phlegma Phighter SOLO auf.
Weiterhin war Schaefer Mitglied der Trios von Joachim Kühn (Love & Peace), Arne Jansen (mit Michael Wollny) und Carsten Daerr (mit Oliver Potratz), von Michael Thiekes Gruppe Ununumium (mit Luca Venitucci und Derek Shirley) sowie der Gruppen Johnny La Marama (mit Chris Dahlgren und Kalle Kalima) und Nickendes Perlgras (mit Michael Anderson und Michael Thieke). Mit Michael Wollny und Eva Kruse bildete er von 2002 bis 2013 das Trio [em]; er gehört auch zum daraus entstandenen Michael Wollny Trio (mit den Bassisten Tim Lefebvre bzw. Christian Weber). Neben CDs spielte er zahlreiche Rundfunkaufnahmen ein.
Schaefer war seit 2008 Hauptfachdozent für Jazzschlagzeug an der Hochschule für Musik Carl Maria von Weber Dresden. Seit dem Sommersemester 2021 ist er Professor für Jazzschlagzeug an der Hochschule für Musik und Theater „Felix Mendelssohn Bartholdy“ Leipzig. Er lebt in Berlin.

## Preise und Auszeichnungen
Schaefer wurde 2005 mit dem Karl-Hofer-Preis der Universität der Künste Berlin ausgezeichnet. 2010 erhielt er den SWR-Jazzpreis, der mit seiner Vielseitigkeit vom Rockjazz bis zu experimentellen Formen begründet wurde.
Die Gruppe [em] erhielt 2011 den Neuen Deutschen Jazzpreis.
Im Jahr 2011 wurde das Trio [em] mit dem ECHO Jazz als Ensemble des Jahres national ausgezeichnet.

## Diskographische Hinweise
- Nickendes Perlgras: Die hintere Vase, 2000 (mit Michael Anderson, Michael Thieke)
- Eric Schaefer Demontage: Demontage, 2002
- [em]: Call It [em], 2005
- Eric Schaefer Demontage: Cut + Paste Poetry, 2005
- Unununium: Where shall I fly not to be sad, my Dear?, 2006
- [em]: [em] 3, 2008
- Henosis, 2010
- Who Is Afraid of Richard W.?, 2013 (mit Tom Arthurs, Volker Meitz, John Eckhardt)
- Ulrike Haage, Eric Schaefer: For All My Walking, 2014
- Eric Schaefer & The Shredz: Bliss, 2016 (mit John-Dennis Renken, Volker Meitz, John Eckhardt)
- Kyoto Mon Amour, 2017 (mit Kazutoki Umezu, Naoko Kikuchi, John Eckhardt)
- Gebhard Ullmann, Hans Lüdemann, Oliver Potratz, Eric Schaefer: mikroPULS, 2019
- Das Kondensat: Andere Planeten, 2023 (mit Gebhard Ullmann, Liz Kosack, Oliver Potratz)[4]